# Daguawitneklijster
De Daguawitneklijster (Turdus daguae) is een zangvogel uit de familie lijsters (Turdidae).

## Verspreiding en leefgebied
Deze soort komt voor van Panama tot noord-west Ecuador.